# Luís Boa Morte
Luís Boa Morte (Lisboa, 4 de Agosto de 1977) é um ex-futebolista e treinador português. Atualmente está sem clube.
Enquanto jogador fez parte da Seleção Portuguesa presente no Mundial de 2006. Passou ainda pelo Sporting Clube de Portugal, pelo Arsenal, pelo Southampton e pelo Fulham. Em agosto de 2009, anunciou que não iria jogar mais pela Seleção Portuguesa.
Em agosto de 2011, confirmou a sua transferência para o Larissa, assinando um contrato de dois anos com o clube grego. No entanto, ele deixou deixou o clube em janeiro de 2012, apenas seis meses após sua chegada, devido a problemas financeiros no clube.
No dia 24 de janeiro de 2012, foi confirmado sua contratação por parte do Orlando Pirates, com um contrato de 18 meses, contrato que não viria a cumprir, ingressando depois no Chesterfield, do 4 escalão do futebol inglês, clube onde acabaria a sua carreira no final da temporada de 2012-2013.
Após deixar a carreira de jogador foi convidado pelo Fulham, clube onde teve maior sucesso, para regressar enquanto membro do staff, acabando por ser convidado a assumir o plantel de sub-21 como treinador. Depois de assumir o cargo ainda voltou a vestir a camisa da equipe londrina em jogos de pré-época, para ajudar no desenvolvimento do estilo do jogo dos jovens jogadores.